# Campionati del mondo di atletica leggera 2009 - 100 metri piani femminili
La gara dei 100 metri femminili dei Campionati del mondo di atletica leggera 2009 si è svolta all'Olympiastadion di Berlino su due giorni: batterie e quarti di finale il 16 agosto e semifinali e finale il 17 agosto 2009. I minimi per partecipare erano 11"30 (minimo A) e 11"40 (minimo B). Qualora una federazione non avesse avuto atlete con il minimo B poteva schierarne comunque una.
La gara è stata vinta dalla favorita giamaicana Fraser davanti alla connazionale Stewart ed alla statunitense Jeter.

## Podio
| #       | Atleta            | Nazionalità | Misura |
| ------- | ----------------- | ----------- | ------ |
| Oro     | Shelly-Ann Fraser | Giamaica    | 10"73  |
| Argento | Kerron Stewart    | Giamaica    | 10"75  |
| Bronzo  | Carmelita Jeter   | Stati Uniti | 10"90  |

## Situazione pre-gara

### Record
Prima di questa competizione, il record del mondo () ed il record dei campionati () erano i seguenti:
| Record                | Prestazione | Atleta                        | Data                                               | Competizione              |
| --------------------- | ----------- | ----------------------------- | -------------------------------------------------- | ------------------------- |
| Record mondiale       | 10"49       | Florence Griffith Stati Uniti | 16 luglio 1988 Indianapolis, Stati Uniti d'America |                           |
| Record dei campionati | 10"70       | Marion Jones Stati Uniti      | 22 agosto 1999 Siviglia, Spagna                    | Campionati del mondo 1999 |

### Campionesse in carica
Le campionesse in carica, a livello mondiale e continentale, erano:
| Campionessa | Atleta                     | Prestazione | Data                             | Competizione                |
| ----------- | -------------------------- | ----------- | -------------------------------- | --------------------------- |
| Olimpica    | Shelly-Ann Fraser Giamaica | 10"78       | 17 agosto 2008 Pechino, Cina     | Giochi della XXIX Olimpiade |
| Mondiale    | Veronica Campbell Giamaica | 11"01       | 27 agosto 2007 Ōsaka, Giappone   | Campionati del mondo 2007   |
| Europea     | Kim Gevaert Belgio         | 11"06       | 9 agosto 2006 Gotemburgo, Svezia | Campionati europei 2006     |

### La stagione
Prima di questa gara, le atlete con le migliori tre prestazioni dell'anno erano:
| Pos. | Atleta                      | Prestazione     | Data                               |
| ---- | --------------------------- | --------------- | ---------------------------------- |
| 1    | Kerron Stewart Giamaica     | 10"75 v. (+0,4) | 10 luglio 2009 Roma, Italia        |
| 2    | Shelly-Ann Fraser Giamaica  | 10"88 (-1,5)    | 27 giugno 2009 Kingston, Giamaica  |
| 3    | Carmelita Jeter Stati Uniti | 10"92 (-0,1)    | 25 luglio 2009 Londra, Regno Unito |

## Risultati

### Batterie
Le batterie di qualificazione si sono svolte il 16 agosto. Si sono qualificate per i quarti di finale le prime 3 di ogni batteria (Q) e le migliori 5 escluse (q).
| Pos. | Corsia | Pettorale | Atleta                     | Nazione                       | Tempo (s) | Reazione | Note                                     |
| ---- | ------ | --------- | -------------------------- | ----------------------------- | --------- | -------- | ---------------------------------------- |
| 1    | 2      | 162       | Lucimar Aparecida de Moura | Brasile                       | 11"41     | 0"129    | Q                                        |
| 2    | 4      | 528       | Shelly-Ann Fraser          | Giamaica                      | 11"41     | 0"187    | Q                                        |
| 3    | 5      | 419       | Marion Wagner              | Germania                      | 11"49     | 0"118    | Q                                        |
| 4    | 3      | 243       | Yomara Hinestroza          | Colombia                      | 11"61     | 0"177    | q                                        |
| 5    | 6      | 378       | Paulette Zang Milama       | Gabon                         | 11"74     | 0"168    |                                          |
| 6    | 8      | 844       | Balpreet Kaur Purba        | Singapore                     | 12"30     | 0"153    | Miglior prestazione personale stagionale |
|      | 7      | 682       | Yvonne Bennett             | Isole Marianne Settentrionali |           |          | non partita                              |

| Pos. | Corsia | Pettorale | Atleta            | Nazione  | Tempo (s) | Reazione | Note                                     |
| ---- | ------ | --------- | ----------------- | -------- | --------- | -------- | ---------------------------------------- |
| 1    | 4      | 531       | Kerron Stewart    | Giamaica | 11"31     | 0"182    | Q                                        |
| 2    | 8      | 459       | Vida Anim         | Ghana    | 11"38     | 0"177    | Q                                        |
| 3    | 3      | 188       | Ivet Lalova       | Bulgaria | 11"48     | 0"141    | Q                                        |
| 4    | 5      | 555       | Chisato Fukushima | Giappone | 11"52     | 0"160    | q                                        |
| 5    | 6      | 249       | Feta Ahamada      | Comore   | 11"80     | 0"144    |                                          |
| 6    | 2      | 379       | Fatou Tiyana      | Gambia   | 12"22     | 0"184    | Miglior prestazione personale            |
| 7    | 7      | 479       | Dana Abdul Razak  | Iraq     | 12"38     | 0"159    | Miglior prestazione personale stagionale |

| Pos. | Corsia | Pettorale | Atleta              | Nazione             | Tempo (s) | Reazione | Note                                     |
| ---- | ------ | --------- | ------------------- | ------------------- | --------- | -------- | ---------------------------------------- |
| 1    | 6      | 1003      | Carmelita Jeter     | Stati Uniti         | 11"22     | 0"197    | Q                                        |
| 2    | 5      | 845       | Virgil Hodge        | Saint Kitts e Nevis | 11"47     | 0"190    | Q                                        |
| 3    | 4      | 182       | Rakia Al-Gassra     | Bahrein             | 11"49     | 0"199    | Q                                        |
| 4    | 2      | 749       | Carol Rodríguez     | Porto Rico          | 11"64     | 0"147    |                                          |
| 5    | 7      | 673       | Halimat Ismaila     | Nigeria             | 11"74     | 0"225    |                                          |
| 6    | 3      | 654       | Yah Soucko Koïta    | Mali                | 12"16     | 0"186    | Miglior prestazione personale stagionale |
| 7    | 8      | 691       | Rosa Mystique Jones | Nauru               | 13"42     | 0"153    | Miglior prestazione personale stagionale |

| Pos. | Corsia | Pettorale | Atleta                   | Nazione     | Tempo (s) | Reazione | Note                                     |
| ---- | ------ | --------- | ------------------------ | ----------- | --------- | -------- | ---------------------------------------- |
| 1    | 4      | 126       | Debbie Ferguson-McKenzie | Bahamas     | 11"26     | 0"156    | Q                                        |
| 2    | 5      | 422       | Verena Sailer            | Germania    | 11"29     | 0"153    | Q                                        |
| 3    | 6      | 679       | Oludamola Osayomi        | Nigeria     | 11"49     | 0"164    | Q                                        |
| 4    | 8      | 744       | Sónia Tavares            | Portogallo  | 11"64     | 0"201    | q                                        |
| 5    | 2      | 653       | Ivana Rožhman            | Macedonia   | 12"60     | 0"168    |                                          |
| 6    | 7      | 704       | Sorai Bella Reklai       | Palau       | 13"75     | 0"165    | Miglior prestazione personale            |
| 7    | 3      | 100       | Robina Muqimyar          | Afghanistan | 14"24     | 0"170    | Miglior prestazione personale stagionale |

| Pos. | Corsia | Pettorale | Atleta              | Nazione           | Tempo (s) | Reazione | Note                                     |
| ---- | ------ | --------- | ------------------- | ----------------- | --------- | -------- | ---------------------------------------- |
| 1    | 4      | 520       | Aleen Bailey        | Giamaica          | 11"29     | 0"174    | Q                                        |
| 2    | 2      | 815       | Jevgenija Poljakova | Russia            | 11"41     | 0"150    | Q                                        |
| 3    | 6      | 377       | Myriam Soumaré      | Francia           | 11"45     | 0"150    | Q                                        |
| 4    | 8      | 912       | Ayanna Hutchinson   | Trinidad e Tobago | 11"54     | 0"176    | q                                        |
| 5    | 3      | 105       | Ani Khachikyan      | Armenia           | 12"30     | 0"180    | Miglior prestazione personale stagionale |
| 6    | 7      | 843       | Alice Khan          | Seychelles        | 12"64     | 0"129    | Miglior prestazione personale            |
| 7    | 5      | 477       | Mariama Bah         | Guinea            | 13"33     | 0"185    | Miglior prestazione personale            |

| Pos. | Corsia | Pettorale | Atleta                  | Nazione             | Tempo (s) | Reazione | Note                          |
| ---- | ------ | --------- | ----------------------- | ------------------- | --------- | -------- | ----------------------------- |
| 1    | 3      | 522       | Veronica Campbell-Brown | Giamaica            | 11"34     | 0"138    | Q                             |
| 2    | 7      | 687       | Ezinne Okparaebo        | Norvegia            | 11"35     | 0"155    | Q                             |
| 3    | 8      | 911       | Semoy Hackett           | Trinidad e Tobago   | 11"36     | 0"157    | Q                             |
| 4    | 4      | 128       | Sheniqua Ferguson       | Bahamas             | 11"57     | 0"173    | q                             |
| 5    | 2      | 867       | Gloria Diogo            | São Tomé e Príncipe | 11"78     | 0"153    |                               |
| 6    | 5      | 611       | Philaylack Sackpraseuth | Laos                | 13"42     | 0"199    | Miglior prestazione personale |
| 7    | 6      | 927       | Asenate Manoa           | Tuvalu              | 13"75     | 0"174    | Record nazionale              |

| Pos. | Corsia | Pettorale | Atleta              | Nazione                   | Tempo (s) | Reazione | Note                          |
| ---- | ------ | --------- | ------------------- | ------------------------- | --------- | -------- | ----------------------------- |
| 1    | 3      | 1028      | Lauryn Williams     | Stati Uniti               | 11"36     | 0"206    | Q                             |
| 2    | 7      | 519       | Tahesia Harrigan    | Isole Vergini Britanniche | 11"39     | 0"160    | Q                             |
| 3    | 6      | 946       | Natalija Pogrebnjak | Ucraina                   | 11"54     | 0"164    | Q                             |
| 4    | 4      | 557       | Momoko Takahashi    | Giappone                  | 11"75     | 0"154    |                               |
| 5    | 8      | 860       | Martina Pretelli    | San Marino                | 12"65     | 0"180    |                               |
| 6    | 2      | 750       | Terani Faremiro     | Polinesia francese        | 12"96     | 0"201    | Miglior prestazione personale |
| 7    | 5      | 605       | Tioiti Katutu       | Kiribati                  | 14"38     | 0"165    | Miglior prestazione personale |

| Pos. | Corsia | Pettorale | Atleta               | Nazione         | Tempo (s) | Reazione | Note                                     |
| ---- | ------ | --------- | -------------------- | --------------- | --------- | -------- | ---------------------------------------- |
| 1    | 3      | 125       | Chandra Sturrup      | Bahamas         | 11"28     | 0"158    | Q                                        |
| 2    | 4      | 790       | Anna Geflikh         | Russia          | 11"47     | 0"166    | Q                                        |
| 3    | 7      | 1045      | Guzel Khubbieva      | Uzbekistan      | 11"63     | 0"153    | Q                                        |
| 4    | 6      | 485       | Serafi Anelies Unani | Indonesia       | 12"05     | 0"164    | Miglior prestazione personale            |
| 5    | 2      | 1048      | Elis Lapenmal        | Vanuatu         | 13"11     | 0"194    | Miglior prestazione personale stagionale |
| 6    | 5      | 106       | Savannah Sanitoa     | Samoa Americane | 14"23     | 0"146    | Miglior prestazione personale stagionale |
| 7    | 8      | 669       | Blessing Okagbare    | Nigeria         |           |          | non partita                              |

| Pos. | Corsia | Pettorale | Atleta             | Nazione                 | Tempo (s) | Reazione | Note                                     |
| ---- | ------ | --------- | ------------------ | ----------------------- | --------- | -------- | ---------------------------------------- |
| 1    | 7      | 908       | Kelly-Ann Baptiste | Trinidad e Tobago       | 11"42     | 0"143    | Q                                        |
| 2    | 5      | 1008      | Muna Lee           | Stati Uniti             | 11"44     | 0"194    | Q                                        |
| 3    | 6      | 277       | Eleni Artymata     | Cipro                   | 11"47     | 0"169    | Q                                        |
| 4    | 8      | 501       | Courtney Patterson | Isole Vergini Americane | 11"88     | 0"161    |                                          |
| 5    | 3      | 858       | Pia Tajnikar       | Slovenia                | 11"88     | 0"150    |                                          |
| 6    | 2      | 861       | Pauline Kwalea     | Isole Salomone          | 13"67     | 0"194    | Miglior prestazione personale stagionale |
| 7    | 4      | 410       | Beatriz Mangue     | Guinea Equatoriale      | 14"03     | 0"205    |                                          |

### Quarti di finale
Anche i quarti di finale si sono svolti il 16 agosto. Sono passate in semifinale le migliori 3 di ogni batteria (Q) più le 4 migliori escluse (q).
| Pos. | Corsia | Pettorale | Atleta              | Nazione           | Tempo (s) | Reazione | Note |
| ---- | ------ | --------- | ------------------- | ----------------- | --------- | -------- | ---- |
| 1    | 5      | 531       | Kerron Stewart      | Giamaica          | 10"92     | 0"149    | Q    |
| 2    | 3      | 125       | Chandra Sturrup     | Bahamas           | 11"06     | 0"153    | Q    |
| 3    | 8      | 911       | Semoy Hackett       | Trinidad e Tobago | 11"37     | 0"143    | Q    |
| 4    | 1      | 1045      | Guzel Khubbieva     | Uzbekistan        | 11"43     | 0"129    |      |
| 5    | 6      | 687       | Ezinne Okparaebo    | Norvegia          | 11"44     | 0"158    |      |
| 6    | 4      | 815       | Jevgenija Poljakova | Russia            | 11"52     | 0"156    |      |
| 7    | 7      | 188       | Ivet Lalova         | Bulgaria          | 11"54     | 0"145    |      |
| 8    | 2      | 145       | Yomara Hinestroza   | Colombia          | 11"76     | 0"173    |      |

| Pos. | Corsia | Pettorale | Atleta            | Nazione                   | Tempo (s) | Reazione | Note |
| ---- | ------ | --------- | ----------------- | ------------------------- | --------- | -------- | ---- |
| 1    | 5      | 1028      | Lauryn Williams   | Stati Uniti               | 11"06     | 0"164    | Q    |
| 2    | 3      | 520       | Aleen Bailey      | Giamaica                  | 11"12     | 0"171    | Q    |
| 3    | 4      | 519       | Tahesia Harrigan  | Isole Vergini Britanniche | 11"21     | 0"150    | Q    |
| 4    | 6      | 459       | Vida Anim         | Ghana                     | 11"34     | 0"127    | q    |
| 5    | 7      | 277       | Eleni Artymata    | Cipro                     | 11"37     | 0"169    | q    |
| 6    | 1      | 912       | Ayanna Hutchinson | Trinidad e Tobago         | 11"40     | 0"160    | q    |
| 7    | 2      | 555       | Chisato Fukushima | Giappone                  | 11"43     | 0"142    |      |
| 8    | 8      | 377       | Myriam Soumaré    | Francia                   | 11"45     | 0"136    |      |

| Pos. | Corsia | Pettorale | Atleta                   | Nazione     | Tempo (s) | Reazione | Note |
| ---- | ------ | --------- | ------------------------ | ----------- | --------- | -------- | ---- |
| 1    | 4      | 522       | Veronica Campbell-Brown  | Giamaica    | 10"99     | 0"156    | Q    |
| 2    | 6      | 126       | Debbie Ferguson-McKenzie | Bahamas     | 11"08     | 0"165    | Q    |
| 3    | 3      | 1008      | Muna Lee                 | Stati Uniti | 11"13     | 0"190    | Q    |
| 4    | 5      | 422       | Verena Sailer            | Germania    | 11"26     | 0"135    | q    |
| 5    | 7      | 790       | Anna Geflikh             | Russia      | 11"46     | 0"199    |      |
| 6    | 1      | 946       | Natalija Pogrebnjak      | Ucraina     | 11"49     | 0"149    |      |
| 7    | 8      | 182       | Rakia Al-Gassra          | Bahrein     | 11"51     | 0"188    |      |
| 8    | 2      | 744       | Sónia Tavares            | Portogallo  | 11"55     | 0"166    |      |

| Pos. | Corsia | Pettorale | Atleta                     | Nazione             | Tempo (s) | Reazione | Note |
| ---- | ------ | --------- | -------------------------- | ------------------- | --------- | -------- | ---- |
| 1    | 5      | 1003      | Carmelita Jeter            | Stati Uniti         | 10"94     | 0"140    | Q    |
| 2    | 6      | 528       | Shelly-Ann Fraser          | Giamaica            | 11"02     | 0"191    | Q    |
| 3    | 3      | 908       | Kelly-Ann Baptiste         | Trinidad e Tobago   | 11"05     | 0"154    | Q    |
| 4    | 4      | 162       | Lucimar Aparecida de Moura | Brasile             | 11"44     | 0"153    |      |
| 5    | 8      | 845       | Virgil Hodge               | Saint Kitts e Nevis | 11"51     | 0"193    |      |
| 6    | 1      | 679       | Oludamola Osayomi          | Nigeria             | 11"55     | 0"172    |      |
| 7    | 2      | 128       | Sheniqua Ferguson          | Bahamas             | 11"59     | 0"163    |      |
| 8    | 7      | 419       | Marion Wagner              | Germania            | 11"64     | 0"155    |      |

### Semifinali
Le semifinali si sono svolte il 17 agosto. Per la finale si qualificavano le prime quattro di ogni batteria (Q) senza ripescaggi.
| Pos. | Corsia | Pettorale | Atleta                   | Nazione                   | Tempo (s) | Reazione | Note |
| ---- | ------ | --------- | ------------------------ | ------------------------- | --------- | -------- | ---- |
| 1    | 6      | 528       | Shelly-Ann Fraser        | Giamaica                  | 10"79     | 0"156    | Q    |
| 2    | 4      | 531       | Kerron Stewart           | Giamaica                  | 10"84     | 0"155    | Q    |
| 3    | 5      | 1028      | Lauryn Williams          | Stati Uniti               | 11"01     | 0"148    | Q    |
| 4    | 3      | 126       | Debbie Ferguson-McKenzie | Bahamas                   | 11"03     | 0"146    | Q    |
| 5    | 7      | 908       | Kelly-Ann Baptiste       | Trinidad e Tobago         | 11"07     | 0"141    |      |
| 6    | 2      | 422       | Verena Sailer            | Germania                  | 11"24     | 0"149    |      |
| 7    | 8      | 519       | Tahesia Harrigan         | Isole Vergini Britanniche | 11"34     | 0"146    |      |
| 8    | 1      | 912       | Ayanna Hutchinson        | Trinidad e Tobago         | 11"58     | 0"169    |      |

| Pos. | Corsia | Pettorale | Atleta                  | Nazione           | Tempo (s) | Reazione | Note |
| ---- | ------ | --------- | ----------------------- | ----------------- | --------- | -------- | ---- |
| 1    | 4      | 1003      | Carmelita Jeter         | Stati Uniti       | 10"83     | 0"144    | Q    |
| 2    | 3      | 522       | Veronica Campbell-Brown | Giamaica          | 11"00     | 0"148    | Q    |
| 3    | 5      | 125       | Chandra Sturrup         | Bahamas           | 11"01     | 0"127    | Q    |
| 4    | 6      | 520       | Aleen Bailey            | Giamaica          | 11"16     | 0"199    | Q    |
| 5    | 8      | 1008      | Muna Lee                | Stati Uniti       | 11"18     | 0"179    |      |
| 6    | 1      | 459       | Vida Anim               | Ghana             | 11"43     | 0"125    |      |
| 7    | 7      | 911       | Semoy Hackett           | Trinidad e Tobago | 11"45     | 0"131    |      |
| 8    | 2      | 277       | Eleni Artymata          | Cipro             | 11"49     | 0"164    |      |

### Finale
La finale si è disputata il 17 agosto.
| Pos. | Corsia | Pettorale | Atleta                   | Nazione     | Tempo (s) | Reazione | Note                                                                    |
| ---- | ------ | --------- | ------------------------ | ----------- | --------- | -------- | ----------------------------------------------------------------------- |
|      | 3      | 528       | Shelly-Ann Fraser        | Giamaica    | 10"73     | 0"146    | Miglior prestazione mondiale stagionale · Miglior prestazione personale |
|      | 4      | 531       | Kerron Stewart           | Giamaica    | 10"75     | 0"170    | Miglior prestazione personale                                           |
|      | 5      | 1003      | Carmelita Jeter          | Stati Uniti | 10"90     | 0"160    |                                                                         |
| 4    | 6      | 522       | Veronica Campbell-Brown  | Giamaica    | 10"95     | 0"135    | Miglior prestazione personale stagionale                                |
| 5    | 8      | 1028      | Lauryn Williams          | Stati Uniti | 11"01     | 0"158    | Miglior prestazione personale stagionale                                |
| 6    | 2      | 126       | Debbie Ferguson-McKenzie | Bahamas     | 11"05     | 0"130    |                                                                         |
| 7    | 7      | 125       | Chandra Sturrup          | Bahamas     | 11"05     | 0"137    |                                                                         |
| 8    | 1      | 520       | Aleen Bailey             | Giamaica    | 11"16     | 0"173    |                                                                         |